# Elezioni comunali in Veneto del 1996
Il 17 novembre 1996 (con ballottaggio il 1º dicembre) in Veneto si tennero le elezioni per il rinnovo di numerosi consigli comunali.

## Treviso

### Castelfranco Veneto
| Candidati e Liste           | Voti   | %      | Seggi |
| --------------------------- | ------ | ------ | ----- |
| Bruno Marchetti             | 6.270  | 32,19  | -     |
| L'Ulivo                     | 5.857  | 34,44  | 12    |
| Franco Gariboldi Muschietti | 5.515  | 28,32  | 1     |
| Sindaco dei Cittadini       | 2.249  | 13,22  | 1     |
| Forza Italia                | 1.291  | 7,59   | 1     |
| Alleanza Nazionale          | 744    | 4,37   | -     |
| Franco Pivotti              | 4.020  | 20,64  | 1     |
| Lega Nord                   | 3.675  | 21,61  | 2     |
| Noemi Salvalaggio           | 2.648  | 13,60  | 1     |
| Primavera Civile            | 2.337  | 13,74  | 1     |
| Michele Argenti             | 1.024  | 5,26   | -     |
| Rifondazione Comunista      | 855    | 5,03   | -     |
| Totale alle liste           | 17.008 | 100,00 | 17    |
| TOTALE                      | 19.477 | 100,00 | 20    |

### Mogliano Veneto
| Candidati e Liste                      | Voti   | %      | Seggi |
| -------------------------------------- | ------ | ------ | ----- |
| Diego Bottacin                         | 5.056  | 32,49  | -     |
| Insieme Bottacin Sindaco (PSI-PRI-FdV) | 2.163  | 18,52  | 9     |
| Progetto Dialogo                       | 875    | 7,49   | 3     |
| Ferruccio Carraro                      | 4.004  | 25,73  | 1     |
| Partito Democratico della Sinistra     | 972    | 8,32   | 1     |
| Mogliano 2000                          | 816    | 6,99   | 1     |
| Partito Popolare Italiano              | 604    | 5,17   | 1     |
| Rifondazione Comunista                 | 562    | 4,81   | -     |
| Agostino Zanardo                       | 2.455  | 15,77  | 1     |
| CCD - CDU                              | 1.399  | 11,98  | -     |
| Egidio Berengo                         | 2.042  | 13,12  | 1     |
| Lega Nord                              | 1.871  | 16,02  | 1     |
| Stefano Weisz                          | 848    | 5,45   | 1     |
| Forza Italia                           | 1.217  | 10,42  | -     |
| Federico Geremia                       | 609    | 3,91   | -     |
| Indipendenti per Mogliano              | 563    | 4,82   | -     |
| Paolo Trovò                            | 549    | 3,53   | -     |
| Alleanza Nazionale                     | 638    | 5,46   | -     |
| Totale alle liste                      | 11.680 | 100,00 | 16    |
| TOTALE                                 | 15.563 | 100,00 | 20    |